# Evarts Ambrose Graham
Pour les articles homonymes, voir Graham.
Evarts Ambrose Graham, né le 19 mars 1883 à Chicago et mort le 4 mars 1957, est un chirurgien thoracique américain, pionnier des résections pulmonaires pour cancer et identificateur du lien entre tabac et cancer du poumon.

## Biographie
Après des études à l'université de Princeton, il obtient son doctorat de médecine en 1907 du Rush Medical College, et réalise son internat à l'Hôpital Presbytérien. En mai 1919, il est nommé au Barnes Hospital, qui relève de la Washington University School of Medicine de St Louis, dans le Missouri. C'est là qu'il développe son service de chirurgie thoracique et réalise la première lobectomie pulmonaire mondiale pour cancer en 1933.
Pendant la Première Guerre Mondiale, Graham est mobilisé et travaille sur le traitement de l'empyème, complication fréquente des infections pulmonaires des épidémies de grippe de 1917-1918. C'est en 1950 que, avec Ernest L. Wynder, il identifie le tabac comme facteur de risque principal des cancers du poumon. Malgré son arrêt du tabac, il meurt néanmoins d'un cancer du poumon en 1957.
Graham épouse en 1907 Helen Tredway, pharmacienne à l'université Johns Hopkins de Baltimore ; de leur union naissent deux fils.